# Birket-el-Hadji
Birket-el-Hadji, le lac des Pèlerins, (en arabe arabe : بركة الحاج) est un quartier au nord est du Caire. Le lac servait de point de ralliement aux pèlerins musulmans partant d’Afrique vers l’Arabie.

## Histoire
Birket-el-Hadji est issu des anciens quartiers et son nom était à l'origine « Jub Omaira » (en arabe arabe : جُبّ عُميرة). C'était le lieu où les pèlerins égyptiens se rassemblaient avant leur départ pour la Mecque. Il a également été mentionné par Ibn Mammati lorsqu'il a énuméré les villages d'Aamal al-Sharqiya après al-Ruk al-Salahi sous le nom de « Barakat al-Jub » soit la bénédiction des pèlerins. Il indiquait également qu'il se trouvait en périphérie du Caire. En 1813 AD, le village prit le nom de « Barakat Al-Hajj », puis il s'affilia au Centre Shebeen Al-Qanater, jusqu'à ce que l'urbanisation du Caire s'y étende et intègre le quartier. 

## Climat
Un climat désertique chaud règne dans la région. La température annuelle moyenne dans la région est de 26 °C. Le mois le plus chaud est juillet, avec une température moyenne de 36 °C, et le plus froid est janvier, avec 16 °C. Les précipitations annuelles moyennes sont de 34 millimètres. Le mois le plus humide est février, avec une moyenne de 8 mm de précipitations, et le plus sec est avril, avec 1 mm de précipitations.

## Sources
Cet article comprend des extraits du Dictionnaire Bouillet. Il est possible de supprimer cette indication, si le texte reflète le savoir actuel sur ce thème, si les sources sont citées, s'il satisfait aux exigences linguistiques actuelles et s'il ne contient pas de propos qui vont à l'encontre des règles de neutralité de Wikipédia.